# Euphorbia dasyacantha
Euphorbia dasyacantha ist eine Pflanzenart aus der Gattung Wolfsmilch (Euphorbia) in der Familie der Wolfsmilchgewächse (Euphorbiaceae).

## Beschreibung
Die sukkulente Euphorbia dasyacantha wächst mit einzelnen Trieben, die sich zur Spitze hin verzweigen. Die auf halber Länge kriechenden Triebe werden bis 20 Zentimeter lang und sind im unteren, bis 10 Zentimeter langen Teil mit kleinen, eng stehenden Warzen besetzt. Diese werden bis 2 Millimeter groß und stehen in 10 bis 12 Reihen am Trieb. Die oberen Zweige erreichen einen Durchmesser von bis zu 1,5 Zentimeter und sind ebenfalls mit deutlich sichtbaren und runden Warzen besetzt. Sie haben einen Abstand von 5 Millimeter zueinander und sind in 7 Reihen, die durch deutliche Vertiefungen voneinander getrennt sind, angeordnet. Die runden Dornschildchen werden 0,5 Millimeter groß. Es werden sehr dünne Dornen und Nebenblattdornen ausgebildet, die bis 6 Millimeter lang werden und miteinander verflochten sind. Weiter oben am Trieb sind verkehrt eiförmige Dornschildchen vorhanden, die 4 Millimeter breit und 3,5 Millimeter lang werden. Sie stehen einzeln. Die Dornen in diesen Triebabschnitten sind sehr unterschiedlich, sie werden 2 bis 15 Millimeter, die Nebenblattdornen bis 1,5 Millimeter lang.
Es werden einzelne und einfache Cymen ausgebildet, an denen sich zwei bis drei seitliche, bis 2,5 Millimeter große Cyathien befinden. Die Nektardrüsen stehen einzeln. Die deutlich gelappte Frucht wird 2 Millimeter lang und 2,5 Millimeter breit. Sie befindet sich an einem zurückgebogenen und 3,5 Millimeter langen Stiel. Der eiförmige Samen wird 1 Millimeter lang und 1,5 Millimeter breit. Die Oberfläche ist mit sehr kleinen Warzen besetzt.

## Verbreitung und Systematik
Euphorbia dasyacantha ist im Nordosten von Somalia auf steilen, felsigen Kalksteinhängen mit sehr lockerer Strauchvegetation (Commiphora) in 400 Meter Höhe verbreitet.
Die Erstbeschreibung der Art erfolgte 1992 durch Susan Carter Holmes.